# Легка піхотна бригада «Аукштайтія»
Легка піхотна бригада «Аукштайтія» (лит. «Aukštaitija») — з'єднання сухопутних військ збройних сил Литви. Легка піхотна бригада «Аукштайтія» є резервним формуванням: у мирний час її командування викладає в Командванні підготовки й доктрини Збройних сил Литви, а її чотири резервні маневрені батальйони комплектуються резервістами.
Єдиними активним підрозділом бригади є розвідувальна рота, яка комплектується призовниками та штаб, підрозділи зв'язку та логістики, які комплектуються професійними військовими. Після відмобілізування чисельність бригади становитиме близько 4,500 солдатів.

## Історія
23 березня 2017 року бригаді було вручено бойове знамено.

## Структура
- штаб та штабна рота
- легкий піхотний (резервний) батальйон
- легкий піхотний (резервний) батальйон
- легкий піхотний (резервний) батальйон
- артилерійський (резервний) дивізіон з гаубицями M101
- батальйон логістики
- розвідувальни рота
- рота зв'язку

## Командування
- полковник Данас Моцкунас (з 23 березня 2017 — донині)